# Полет 1141 на „Делта Еър Лайнс“
Полет 1141 на „Делта Еър Лайнс“ е редовен вътрешен пътнически полет от общинското летище „Джаксън“, Джаксън, Мисисипи, до международното летище „Далас Форт Уърт“, Юлес, Тексас, с междинно планирано кацане на международното летище „Солт Лейк Сити“, Солт Лейк Сити, Юта, Съединените американски щати, управляван от „Делта Еър Лайнс“. На 31 август 1988 г. самолетът „Боинг 727-232 Адвансед“, който изпълнява полета, се разбива по време на излитане от летище „Далас Форт Уърт“, което убива 14 души от общо 108 пътници и екипаж на борда на машината. Ранените са 76.
Причината за катастрофата е, че екипажът не успява да конфигурира клапите или предкрилките на самолета, които са нужни за излитане. Системата за предупреждение при излитане също е неизправна и не предупреждава екипажа за проблема. Записи в пилотската кабина разкриват, че екипажът води непринуден разговор по различни въпроси, несвързани с изпълнението на полета, което може да го разсея от правилното изпълнение на задълженията му. Записите, които са многократно публикувани от пресата, са толкова неудобни, че впоследствие е приет закон, който забранява публикуването на гласови записи от пилотската кабина. След приемането на този закон се публикуват само писмени преписи, а не самите гласови записи.
Трима от членовете на екипажа са уволнени след изслушването на записите. Авиокомпанията е обвинена, след като е установено, че на екипажите на „Делта Еър Лайнс“ е позволена значителна свобода, което е и един от факторите за катастрофата. Разследването показва, че Федералната авиационна администрация е наясно с недостатъците в „Делта Еър Лайнс по отношение на дисциплината, но не са предприети достатъчно действия, които да коригират проблемите.